# Istone acetiltransferasi
L'istone acetiltransferasi (o HAT, dall'inglese histone acetyltransferase) è un enzima appartenente alla classe delle transferasi, che catalizza la seguente reazione:
acetil-CoA + istone ⇄ CoA + acetil-istone
Comprende un gruppo di enzimi con differente specificità nei confronti degli istoni accettori.
È un enzima di fase II rispetto agli xenobiotici, e favorisce l'eliminazione delle sostanze tossiche coniugandole ad una molecola di acido glucuronico, acetico o solforico.